# 550083 Szécsényi-Nagy
550083 Szécsényi-Nagy è un asteroide della fascia principale. Scoperto nel 2011, presenta un'orbita caratterizzata da un semiasse maggiore pari a 2,5759805 au e da un'eccentricità di 0,1543848, inclinata di 14,26068° rispetto all'eclittica.